# Cmentarz żydowski w Drawnie
Cmentarz żydowski w Drawnie – kirkut powstał w XIX wieku. Mieścił się przy obecnej ul. Łąkowej. W czasie Nocy Kryształowej (9/10 listopada 1938) uległ dewastacji. Fragmenty nagrobków użyto do utwardzania dróg. W 2008 z odnalezionych elementów macew wykonano pomnik "Macewa z bruku".